# La caricia de la Esfinge
La caricia de la Esfinge, La caricia o también La Esfinge, es la pintura más conocida del pintor belga Fernand Khnopff, realizada en 1896 y conservada en los Museos Reales de Bellas Artes de Bélgica en Bruselas.

## Descripción

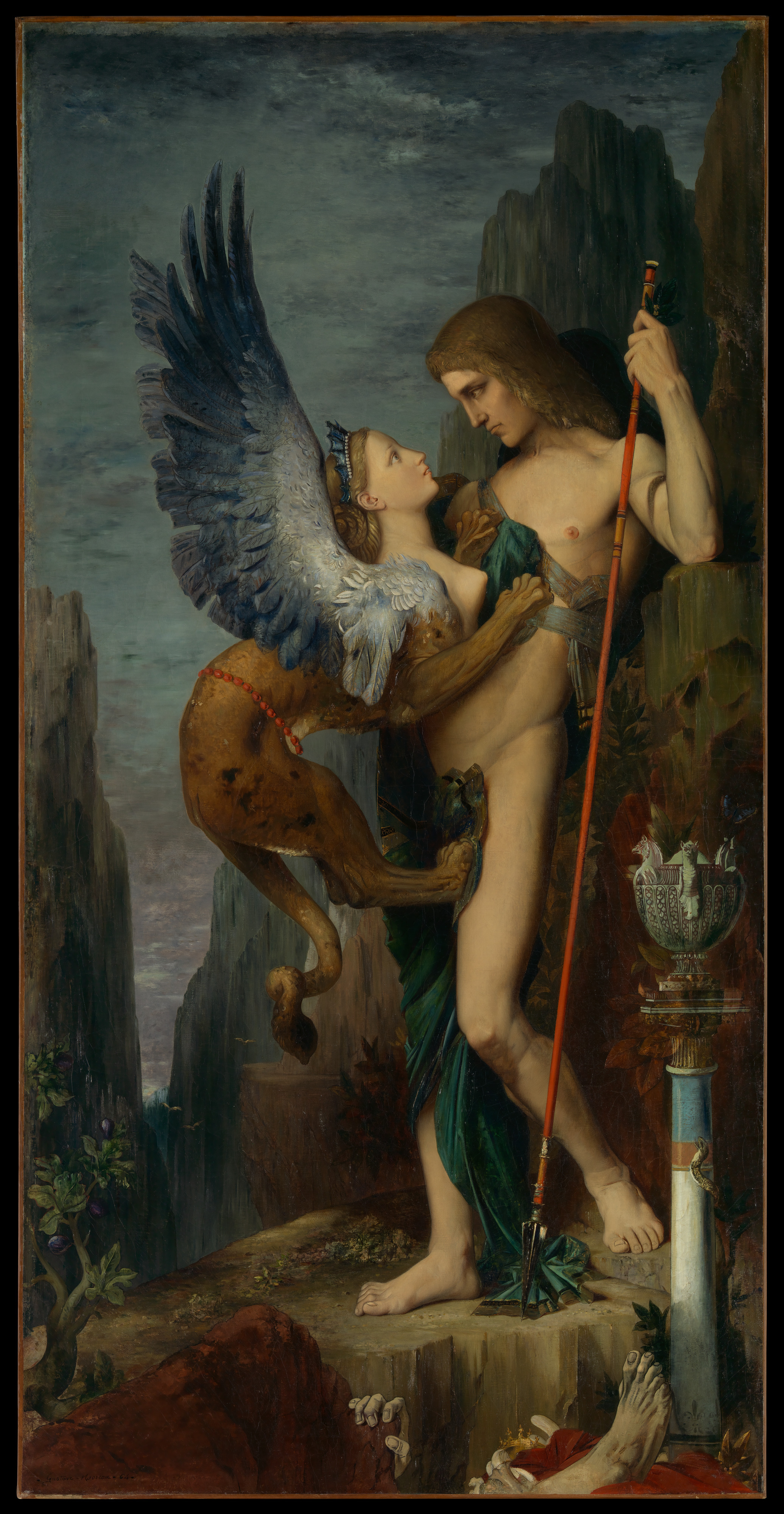
Gustave Moreau, Edipo y la Esfinge (1864); óleo sobre lienzo, 206×105 cm, Museo Metropolitano de Arte, Nueva York.

El tema es una reinterpretación de Edipo y la Esfinge, la obra que hizo famoso a Gustave Moreau. En el repertorio figurativo simbolista, la Esfinge desempeña un papel fundamental. Su rostro es femenino, pero su cuerpo es leonino: al igual que su fisonomía, su psique también responde a una ambigüedad fundamental, siendo a la vez ingeniosa y cruel, mítica y demoníaca, con una ambivalencia lacerante, completamente análoga a la que conmueve el inconsciente humano.
Esta profunda reflexión filosófica está teñida de una evidente complacencia simbolista. Pintura hermética, repleta de elipses comunicativas y simbolismo difícil de interpretar, la obra propone una improbable unión entre un joven de rasgos andróginos y una criatura con cabeza femenina y cuerpo de guepardo. Se trata, obviamente, de la aterradora Esfinge que, según la mitología, trajo el terror y la muerte a Tebas. De hecho, tenía la costumbre de devorar a quienes no podían resolver su astuto acertijo («¿Qué animal es ese que al amanecer camina sobre cuatro patas, por la tarde sobre dos y por la noche sobre tres?»). El único que lo resolvió y sometió a la bestia fue el héroe griego Edipo: la ciudad de Tebas quedó así finalmente liberada de la criatura, quien, desesperada, se suicidó arrojándose al abismo.
La obra de Khnopff, de hecho, refleja a la perfección el famoso mito griego, al representar el momento posterior a la resolución del enigma por parte de Edipo. Sin embargo, existe una ligera discrepancia. La Esfinge, de hecho, no se ha lanzado al precipicio, como narra el mito, sino que ha decidido someterse al héroe que la domó y, de manera persuasiva e insinuante, acerca su rostro al de Edipo. Su satisfacción es palpable: una de sus patas incluso se extiende para acariciar con cariño el vientre indefenso de la que debió ser otra de sus víctimas, milagrosamente salvada de la muerte. La Esfinge, sin embargo, está lejos de convertirse en una esclava, y su cola alerta delata una excitación animal, casi incontrolable: sus patas también están listas para saltar repentinamente y atacar a su supuesto amado.
Nadie sabrá jamás el resultado de esta paz armada. Incluso Edipo no sabe qué hacer: su mirada se dirige a la distancia, más allá del espectador, casi como en un sueño. Sin embargo, al observar más de cerca, se aprecia que Edipo está en realidad atormentado por una angustia desconcertante, como si presintiera con demasiada claridad la inminencia de un terrible peligro. Atributos reales como el cetro son incapaces de mitigar los peligros de una feminidad tan ambigua y contradictoria. El paisaje que sella esta improbable unión, además, refleja casi subliminalmente la profunda ansiedad que impregna la pintura. Detrás de Edipo y la Esfinge, de hecho, se yergue un pedestal de mármol con inscripciones cabalísticas incomprensibles. Aún más atrás, se extiende un desierto de arena roja: la frontera entre este mundo y el más allá está marcada por dos esbeltas columnas azules de mármol, mientras que los dos cipreses tras el joven casi parecen querer indicar el fin de la vida. 
A continuación se muestra el análisis de Luigi Ceccarelli:

Entonces el duelo entre la mujer animal y el hombre racional ya se ha consumado. Edipo ha ganado donde otros han caído víctimas del devorador de hombres. Derrotada, la poderosa Esfinge se convierte en su esclava, permite que sus debilidades afloren y él pierde interés en ella, por mucho que antaño la temiera ... ¡La eterna regla del amor! La agresión masculina en su rostro no se desvanece en efusiones. Su hábito de mando la incomoda en su feminidad, que ha reprimido, mortificado durante demasiado tiempo. Él, el hombre, escudriña el mundo con ojos vigilantes: no la habría deseado si no hubiera tenido que conquistarla. Ahora no quiere amarla, no se fía ... Teme que la mujer redescubra su verdadera naturaleza salvaje en cualquier momento. [... El] miedo es el secreto de esta unión improbable, de esta paz armada disfrazada de luna de miel, porque a su alrededor es el desierto, donde uno puede perderse para siempre [...]. Un escrito quizá se convierta en la única explicación para un misterio peligroso, al que hombres y mujeres llaman amor. Algo que no se puede evitar desear, algo que no se puede evitar temer.

## Influencia
En el libro Enchanting David Bowie' se señala que la controvertida portada del álbum Diamond Dogs de 1974 del cantante y obra de Guy Peellaert posee sorprendentes similitudes con la pintura de Knopff.